# Lake Brown
Lake Brown är en ort i Australien. Den ligger i kommunen Mukinbudin och delstaten Western Australia, omkring 260 kilometer nordost om delstatshuvudstaden Perth. Orten hade 13 invånare år 2021.